# Gerard James Borg
Gerard James Borg (* 28. August) ist ein maltesischer Popmusik-Textdichter. Er profilierte sich vor allem in Zusammenhang mit dem Eurovision Song Contest.

## Teilnahmen am Eurovision Song Contest
Borg nahm in der Vergangenheit mehrmals als Textschreiber am Eurovision Song Contest teil.
| Jahr | Land     | Komponisten                           | Interpret               | Titel                 | Ergebnis                          |
| ---- | -------- | ------------------------------------- | ----------------------- | --------------------- | --------------------------------- |
| 2000 | Malta    | Philip Vella                          | Claudette Pace          | Desire                | Platz 8                           |
| 2002 | Malta    | Philip Vella                          | Ira Losco               | 7th Wonder            | Platz 2                           |
| 2004 | Malta    | Philip Vella                          | Julie & Ludwig          | On Again... Off Again | Platz 12                          |
| 2007 | Malta    | Philip Vella                          | Olivia Lewis            | Vertigo               | nicht für das Finale qualifiziert |
| 2008 | Malta    | Philip Vella                          | Morena                  | Vodka                 | nicht für das Finale qualifiziert |
| 2014 | Russland | Dimitris Kontopoulos, Filipp Kirkerow | Tolmatschowa-Schwestern | Shine                 | Platz 7                           |
| 2017 | Malta    | Philip Vella, Sean Vella              | Claudia Faniello        | Breathlessly          | nicht für das Finale qualifiziert |

## Teilnahmen an nationalen Vorentscheidungen des Eurovision Song Contests
Norwegen:
- 2005: "Velvet Blue" (Kathrine Strugstad)
- 2006: "Absolutely Fabulous" (Queentastic)

Niederlande:
- 2003: "Heatwave" (Ebonique)

Malta:
- 2001: "Spellbound" (Ira Losco)
- 2002: "Dazzle Me" (Paula)
- 2004: "Tango 4 Two" (Keith Camilleri)
- 2005: "Déjà Vu" (Olivia Lewis)
- 2006: "Amazing" (Anna Belle)
- 2007: "Nightwish" (Anna Belle)
- 2007: "My Love" (Isabelle)

Rumänien:
- 2007: "Lovestruck" (Indiggo) – disqualifiziert

Belgien:
- 2006: "Beyond You" (Vanessa Chinitor)

Bulgarien:
- 2006: "Wish" (Neda Karova & Da)